# Teshikaga, Hokkaidō
Teshikaga (弟子屈町 Teshikaga-chō) là thị trấn thuộc huyện Kawakami, Hokkaidō, Nhật Bản. Tính đến ngày 1 tháng 10 năm 2020, dân số ước tính thị trấn là 6.955 người và mật độ dân số là 9 người/km2. Tổng diện tích thị trấn là 774,53 km2.